# Marea Debarasare
Ca țară membră a Uniunii Europene, România are obligația asumată de a colecta și recicla, anual, 80 000 de tone deșeuri de echipamente electrice și electronice (DEEE).
Acțiunile de colectare organizată au fost inițiate în anul 2007 prin Campania națională de colectare a deșeurilor de echipamente electrice și electronice cunoscută și sub numele de „Marea debarasare”, inițiată de Ministerul Mediului.
Acțiunea prevedea ca cetățenii să scoată în fața casei sau a blocului echipamentele nefuncționale, apoi societățile de salubrizare să le ridice și să le transporte la centrele de colectare, pentru ca de acolo să fie preluate de organizațiile colective autorizate, în vederea transportării lor la reciclatori. Sunt colectate aparate de uz casnic de mici și mari dimensiuni (ex.: prăjitoare, fiare de călcat, aspiratoare, mașini de spălat, frigidere), unelte, echipamente de iluminat, aparatură electronică și de informatică, jucării.
Din cauza noutății, succesul acțiunilor din toamna anului 2007 a fost relativ. A doua acțiune a avut loc pe 19 aprilie 2008, cu rezultate notabile.
A treia campanie de colectare a DEEE a fost programată pentru 4 octombrie 2008, când au fost colectate peste 400 t de deșeuri. Cantitatea colectată fiind mică, au mai fost organizate campanii de colectare, a IV-a ediție având loc pe 1 noiembrie iar ediția a V-a pe 6 decembrie 2008.
În anul 2009, prin campania Marea Debarasare, românii au renunțat la 1.440 tone de deșeuri de echipamente electrice și electronice (DEEE), în cadrul a zece etape de Marea Debarasare, în condițiile în care campania a început în luna martie.
Romania trebuie sa colecteze anual 4 kg de DEEE pe locuitor, obligație pe care o au și celelalte state membre ale Uniunii Europene.
Cantitatea de deșeuri colectate, pe ani:
| Anul                     | 2009  | 2008  | 2007 |
| ------------------------ | ----- | ----- | ---- |
| Deșeuri colectate (tone) | 1.440 | 1.970 | 556  |
| nr campanii              | 10    | 4     | 1    |

## Buy Back
În afară de aceste acțiuni, importatorii și producătorii de electronice ar putea fi obligați să adune deșeuri de aparate electrice și electronice într-o cantitate echivalentă cu 20 % din cantitatea totală de electronice și electrocasnice pe care le vând.
În acest scop, firmele ar putea oferi bonusuri la cumpărare, în caz de returnare a obiectului vechi similar.
Sistemul buy-back este practicat de tot mai multe magazine din România și se dovedește a fi mult mai avantajos decât campania de colectare a deșeurilor electrictrice, electronice și electrocasnice „Marea Debarasare”.
Sistemul buy-back permite cumpărătorilor să primească o reducere de preț atunci când cumpără aparate noi, în schimbul aparatelor vechi din casă.